# JCDecaux
JCDecaux Group er en franskbaseret multinational virksomhed, der primært beskæftiger sig med udendørs annoncering. Virksomheden omsætter for 2.106 mio. euro årligt (2007), er noteret på Euronext og beskæftiger 8.900 ansatte (2008). Hovedsædet er beliggende i Neuilly-sur-Seine. 
Virksomheden blev grundlagt af Jean-Claude Decaux i Lyon i 1964 og har siden ekspanderet voldsomt. I dag opererer JCDecaux i 54 lande og 165 lufthavne. Særligt kendt er virksomheden for sit byinventar i form af busskure, affaldsspande, billboards og kortstandere. Udstyret opstilles og vedligeholdes af JCDecaux og finansieres via annoncerne.
JCDecaux har været på det danske marked siden 1989 i form af selskabet AFA JCDecaux, der et joint venture med AFA Trafikreklame. Virksomheden har opstillet gadeudstyr i 26 kommuner.